# Adi Fischer
Adi Fischer (* vor 1894; † Juni 1949) war ein deutscher Eishockey- und Hockeyspieler.

## Spielerkarriere
Adi Fischer war als Eishockeyspieler in der Mannschaft des MTV 1879 München und war dort Teil der Meistermannschaft von 1922. 1924 wechselte er mit der Mannschaft des MTV zum SC Riessersee, wo er bis 1930 im Kader stand. Zudem wurde er als Hockeyspieler zu Länderspielen der Nationalmannschaft 1913 und 1922 berufen.